# Hilarij
Hilarij je moško osebno ime.

## Slovenske izpeljanke imena
- Moška oblika imena: Hilari
- Ženska oblika imena: Hilarija

## Tujejezikovne oblike imena
- pri Francozih: Hilaire, skrajšano Lary, ljudski obliki Helier in Hilier, stara oblika imena Alaire
- pri Nemcih: Hilarius
- pri Hrvatih in Srbih Ilarij, Ilar, Ilarijon

## Izvor imena
Ime Hilarij izhaja iz lat. imena Hilarius oziroma gr. Hilários. To razlagajo  z grško besedo hilarós v pomenu »vesel«. Hilarius pa s hilarus ali hilaris, ki prav tako pomeni »vesel, dobre volje«.

## Pogostost imena
Po podatkih Statističnega urada Republike Slovenije je bilo na dan 31. decembra 2007 v Sloveniji 32 oseb z imenom Hilarij.

## Osebni praznik
V našem koledarju z izborom svetniških imen, udomačenih med Slovenci in njihovimi godovnimi dnevi po novem bogoslužnem koledarju je ime Hilarij zapisano 3 krat. Pregled godovnih dni v katerih poleg Hilarija godujejo še Radovan in osebe katerih imena nastopajo kot različice navedenih imen.
- 14. januar, sv. Hilarij, škof in cerkveni učitelj († 14. jan. 367)
- 28. februar, Papež Hilarij († 28. feb. 468)
- 16. marec, Hilarij, oglejski škof in mučenec

## Zanimivost
Imenu Hilarij po pomenu ustreza tudi lat. ime Gaudentius, ki ga povezujejo z glagolom gaudeo v pomenu besede »veseliti se, radostiti se«. Ime Gaudentius se na Slovenskem ni uveljavilo, glagol gaudeo pa poznajo maturanti in študenti po svoji pesmi Gaudeamus.
Hilarij je ime več svetnikov in mučencev. V koledarju sta 16. marca Hilarij in Tacijan mučenca, ki jima je na Slovenskem posvečena cerkev sv. Hilarija in Tacijana, ki je podružnica žipanije sv. Nikolaja v Kredu.

## Znane osebe
- Hilarij Skubic, slovenski ultramaratonec in kolesar